# Escaladă la Jocurile Olimpice de vară din 2020 - feminin
Proba feminină de escaladă de la Jocurile Olimpice de vară din 2020 a avut loc în perioada 4-6 august 2021 la Aomi Urban Sports Park, Tokyo. 20 de sportive din 15 țări au concurat în această probă.

## Program
Orele sunt ora Japoniei (UTC+9) 
| Data                    | Timp              | Etapă                                                   |
| ----------------------- | ----------------- | ------------------------------------------------------- |
| Miercuri, 4 august 2021 | 17:00 18:00 21:10 | Calificări viteză Calificări bouldering Calificări lead |
| Vineri, 6 august 2021   | 17:30 18:30 21:10 | Finala viteză Finala bouldering Finala lead             |

## Rezultate

### Calificări
Primele 8 sportive s-au calificat în finală.
| Loc | Sportiv             | Țară                       | Viteză  | Viteză | Viteză | Bouldering | Bouldering | Bouldering | Bouldering | Bouldering | Bouldering | Lead | Lead | Lead | Total   | Note |
| Loc | Sportiv             | Țară                       | A       | B      | PC     | 1          | 2          | 3          | 4          | Rezultate  | PC         | HR   | TE   | PC   | Total   | Note |
| --- | ------------------- | -------------------------- | ------- | ------ | ------ | ---------- | ---------- | ---------- | ---------- | ---------- | ---------- | ---- | ---- | ---- | ------- | ---- |
| 1   | Janja Garnbret      | Slovenia                   | 9,44    | 10,32  | 14     | T1z1       | T1z1       | T1z1       | T1z1       | 4T4z 4 4   | 1          | 30   |      | 4    | 56,00   | C    |
| 2   | Seo Chae-hyun       | Coreea de Sud              | 10,01   | 11,74  | 17     | T3z1       | T2z2       | z1         | z1         | 2T4z 5 5   | 5          | 40+  |      | 1    | 85,00   | C    |
| 3   | Miho Nonaka         | Japonia                    | 7,55    | 7,74   | 4      | T2z1       | z1         | z1         | –          | 1T3z 2 3   | 8          | 30+  |      | 3    | 96,00   | C    |
| 4   | Akiyo Noguchi       | Japonia                    | 8,27    | 8,23   | 9      | T2z1       | z1         | T2z1       | T1z1       | 3T4z 5 4   | 3          | 27+  |      | 6    | 162,00  | C    |
| 5   | Brooke Raboutou     | Statele Unite ale Americii | 8,67    | 8,81   | 12     | T2z1       | T1z1       | z1         | T1z1       | 3T4z 4 4   | 2          | 26+  | 3:40 | 8    | 192,00  | C    |
| 6   | Jessica Pilz        | Austria                    | 8,51    | 8,63   | 11     | T3z1       | z3         | z1         | –          | 1T3z 3 5   | 9          | 33+  |      | 2    | 198,00  | C    |
| 7   | Aleksandra Mirosław | Polonia                    | 6.97 RO | 7,01   | 1      | –          | –          | –          | –          | 0T0z 0 0   | 20         | 12   |      | 19   | 380,00  | C    |
| 8   | Anouck Jaubert      | Franța                     | 7,12    | 7,29   | 2      | T4z1       | –          | –          | –          | 1T1z 4 1   | 13         | 16+  | 2:14 | 15   | 390,00  | C    |
| 9   | Viktoria Meshkova   | COR                        | 9,54    | 9,73   | 15     | T6z1       | T2z2       | z1         | z1         | 2T4z 8 5   | 6          | 29+  |      | 5    | 450,00  |      |
| 10  | Shauna Coxsey       | Marea Britanie             | 9,65    | 10,07  | 16     | T2z1       | T1z1       | z1         | z1         | 2T4z 3 4   | 4          | 21+  | 2:23 | 13   | 832,00  |      |
| 11  | Kyra Condie         | Statele Unite ale Americii | 8,12    | 8,08   | 7      | T4z1       | –          | z1         | z3         | 1T3z 4 5   | 11         | 22+  |      | 11   | 847,00  |      |
| 12  | Song Yiling         | China                      | 8,74    | 7,46   | 3      | z5         | –          | –          | –          | 0T1z 0 5   | 19         | 13+  |      | 18   | 1026,00 |      |
| 13  | Julia Chanourdie    | Franța                     | 8,43    | 8,17   | 8      | z1         | z7         | z1         | –          | 0T3z 0 9   | 15         | 25+  |      | 9    | 1080,00 |      |
| 14  | Alannah Yip         | Canada                     | 8,17    | 7,99   | 6      | z1         | –          | z1         | –          | 0T2z 0 2   | 16         | 21+  | 2:14 | 12   | 1152,00 |      |
| 15  | Laura Rogora        | Italia                     | 10,50   | Cădere | 19     | z1         | z2         | T1z1       | z1         | 1T4z 1 5   | 7          | 25   |      | 10   | 1330,00 |      |
| 16  | Petra Klingler      | Elveția                    | 8,42    | 8,67   | 10     | T3z1       | z3         | z4         | –          | 1T3z 3 8   | 10         | 16+  | 1:49 | 14   | 1400,00 |      |
| 17  | Iuliia Kaplina      | COR                        | 7,65    | Cădere | 5      | z2         | –          | –          | –          | 0T1z 0 2   | 18         | 14+  |      | 17   | 1530,00 |      |
| 18  | Mia Krampl          | Slovenia                   | 10,44   | 10,43  | 18     | z1         | z1         | z1         | z2         | 0T4z 0 5   | 14         | 26+  | 3:16 | 7    | 1764,00 |      |
| 19  | Oceana Mackenzie    | Australia                  | 8,83    | 9,38   | 13     | T3z1       | –          | z1         | –          | 1T2z 3 2   | 12         | 15+  |      | 16   | 2496,00 |      |
| 20  | Erin Sterkenburg    | Africa de Sud              | Cădere  | 11,10  | 20     | z1         | –          | –          | –          | 0T1z 0 1   | 17         | 7+   |      | 20   | 6800,00 |      |

### Finala
| Loc | Sportiv             | Țară                       | Viteză             | Viteză             | Viteză     | Viteză     | Viteză | Viteză  | Viteză | Bouldering | Bouldering | Bouldering | Bouldering | Bouldering | Lead | Lead | Total |
| Loc | Sportiv             | Țară                       | Sferturi de finală | Sferturi de finală | Semifinale | Semifinale | Finala | Finala  | PC     | 1          | 2          | 3          | Rezultate  | PC         | HR   | PC   | Total |
| Loc | Sportiv             | Țară                       | C                  | T                  | C          | T          | C      | T       | PC     | 1          | 2          | 3          | Rezultate  | PC         | HR   | PC   | Total |
| --- | ------------------- | -------------------------- | ------------------ | ------------------ | ---------- | ---------- | ------ | ------- | ------ | ---------- | ---------- | ---------- | ---------- | ---------- | ---- | ---- | ----- |
| 1   | Janja Garnbret      | Slovenia                   | 3                  | 8,49               | 6          | 8,67       | 10     | 7,81    | 5      | T4z1       | T1z1       | z1         | 2T3z 5 3   | 1          | 37+  | 1    | 5     |
| 2   | Miho Nonaka         | Japonia                    | 4                  | 8,19               | 8          | 7,76       | 11     | 7,99    | 3      | –          | z4         | z1         | 0T2z 0 5   | 3          | 21   | 5    | 45    |
| 3   | Akiyo Noguchi       | Japonia                    | 2                  | 8,55               | 7          | Cădere     | 11     | 8,42    | 4      | z5         | z2         | –          | 0T2z 0 7   | 4          | 29+  | 4    | 64    |
| 4   | Aleksandra Mirosław | Polonia                    | 1                  | 7,49               | 7          | 7,03       | 12     | 6,84 RM | 1      | –          | –          | –          | 0T0z 0 0   | 8          | 9+   | 8    | 64    |
| 5   | Brooke Raboutou     | Statele Unite ale Americii | 4                  | Cădere             | 6          | 8,77       | 9      | 9,06    | 7      | z5         | z3         | z2         | 0T3z 0 10  | 2          | 20+  | 6    | 84    |
| 6   | Anouck Jaubert      | Franța                     | 3                  | 7,40               | 8          | 7,51       | 12     | 8,84    | 2      | z2         | –          | –          | 0T1z 0 2   | 6          | 13+  | 7    | 84    |
| 7   | Jessica Pilz        | Austria                    | 2                  | 8,89               | 5          | 8,77       | 10     | 8,43    | 6      | z7         | z3         | –          | 0T2z 0 10  | 5          | 34+  | 3    | 90    |
| 8   | Seo Chae-hyun       | Coreea de Sud              | 1                  | 10,64              | 5          | 12,85      | 9      | 9,85    | 8      | –          | –          | –          | 0T0z 0 0   | 7          | 35+  | 2    | 112   |